# François Pierre Barry
Pour les articles homonymes, voir Barry.
François Pierre Barry, né à Marseille le 3 mai 1813 et mort à Saint-Laurent-du-Var le 3 septembre 1905, est un peintre français.

## Biographie
François Pierre Barry est le fils de Pierre Joseph Barry, fabricant de savons, et de Françoise Christine Rougier.
D'abord coiffeur-perruquier, il entre à l'école de dessin de Marseille dirigée par Augustin Aubert. Il va ensuite à Paris en 1840 où il est l'élève de Théodore Gudin, puis d'Isabey. il est très apprécié pour ses marines, deux d'entre elles obtiennent une médaille de 3e classe au Salon de 1840, et pour ses vues du port de Marseille. Il est élu en 1853 à l'Académie de Marseille.
Il part en Égypte en 1862 pour visiter les travaux du canal de Suez avec le prince Napoléon-Jérôme Bonaparte, Ferdinand de Lesseps et Jules Charles-Roux. Ses peintures et ses nombreux dessins sont une précieuse source pour la connaissance de l'Orient. Il est encore à Alexandrie en 1865 où il fréquente le milieu des négociants marseillais. À la fin de sa vie, il se retire à Saint-Laurent-du-Var, d'où il peint des paysages provençaux.
François Pierre Barry est nommé peintre officiel de la marine en 1880 et chevalier de la Légion d'honneur le 28 décembre 1882.

## Collections publiques
Aux États-Unis
- New York, musée d'art Dahesh : La Caravane. Égypte, 1863, huile sur toile

En France
- Marseille, Académie de Marseille : Le Naufrage, huile sur toile
- Marseille, musée des beaux-arts :
  - Constantinople vue de l'entrée du Bosphore, huile sur toile[4]
  - L'Empereur Napoléon III recevant la reine d'Angleterre, en rade de Cherbourg, à bord du vaisseau “La Bretagne”, le 5 août 1857, huile sur toile[5]
  - Marine, huile sur toile[6]
- Paris, musée du Louvre : Marine, effet de brouillard, huile sur toile[7]
- Tarbes, musée Massey : Entrée du vieux port de Marseille, huile sur toile[8]

## Galerie

Œuvres de François Pierre Barry
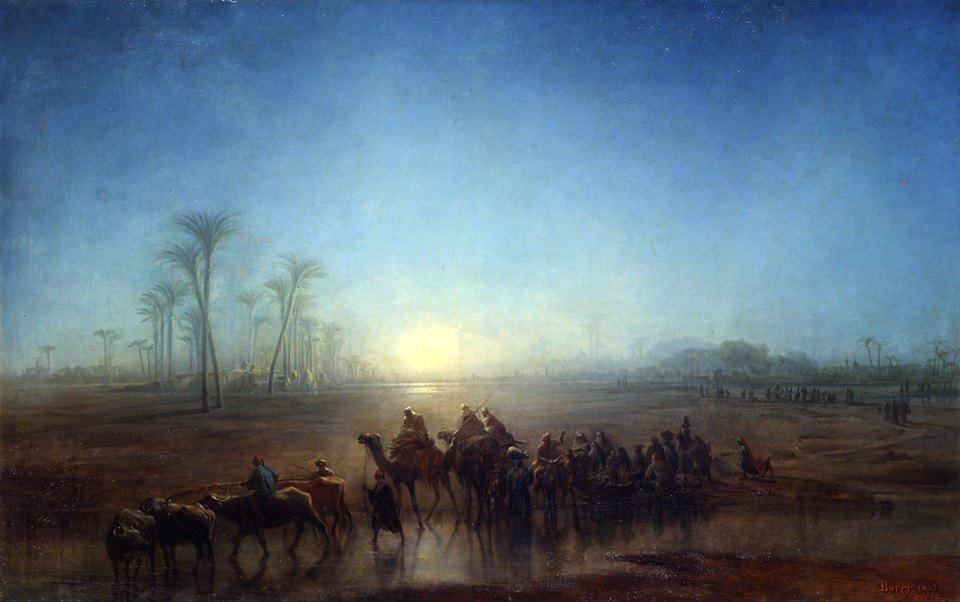
La Caravane. Égypte (1863), New York, musée d'art Dahesh.
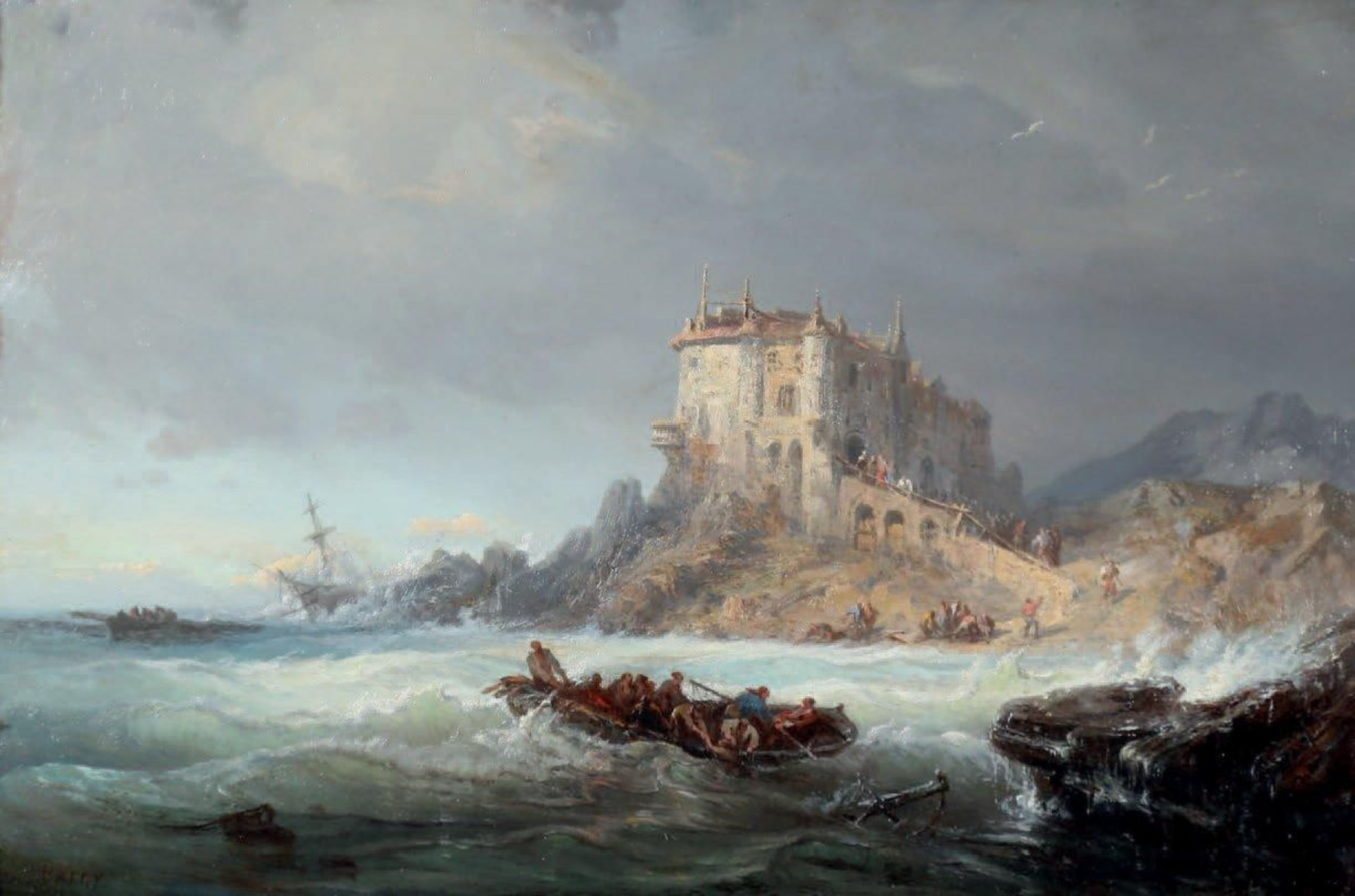
Naufrage, localisation inconnue.
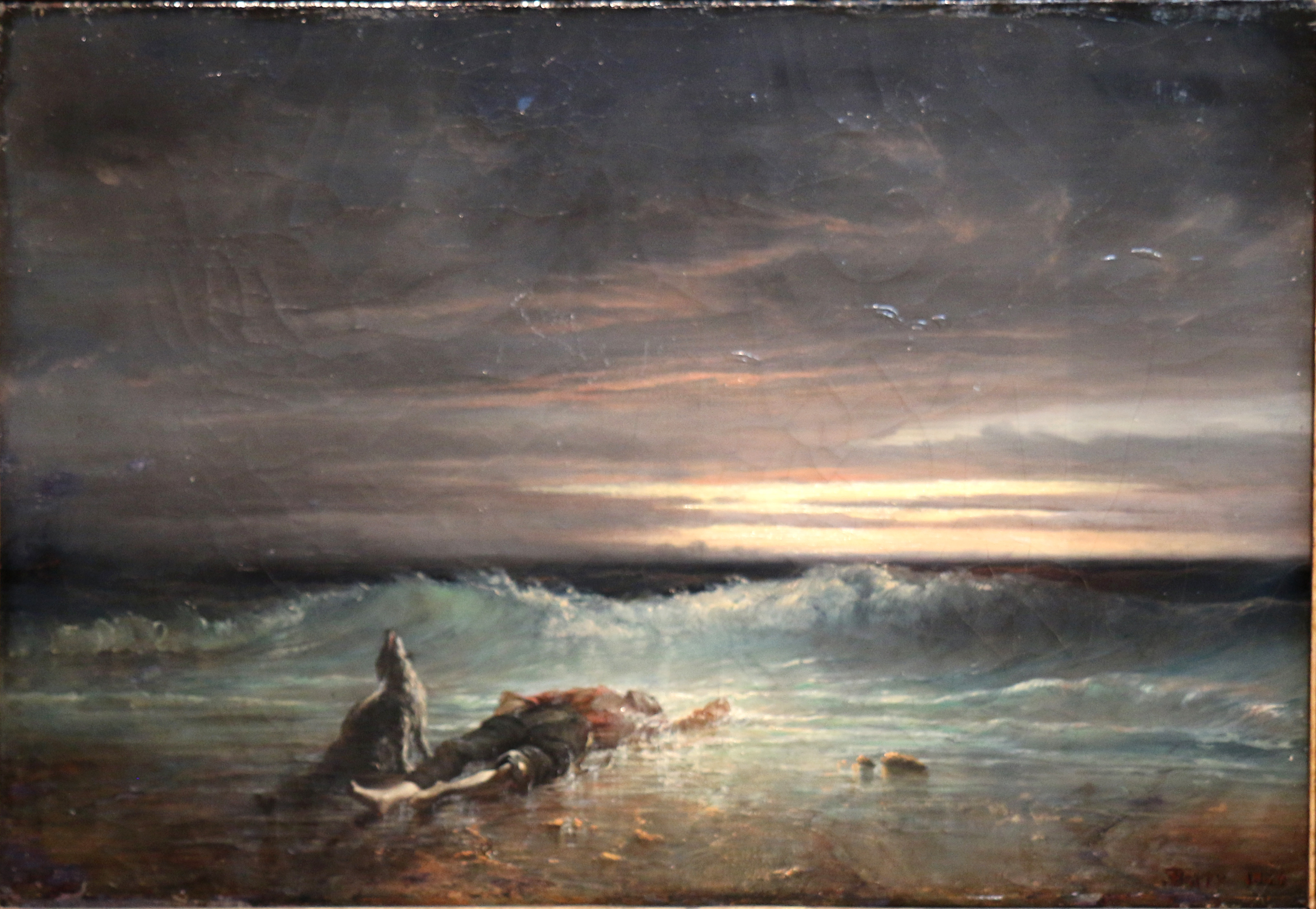
Le Naufrage, Marseille, Académie de Marseille.